# Empire Falls – Schicksal einer Stadt
Empire Falls – Schicksal einer Stadt (Originaltitel Empire Falls) ist eine US-amerikanische zweiteilige Miniserie aus dem Jahr 2005. Regie führte Fred Schepisi, das Drehbuch schrieb Richard Russo anhand des eigenen, mit dem Pulitzer-Preis ausgezeichneten Romans.

## Handlung
Miles Roby lebt in der Kleinstadt Empire Falls in Maine und arbeitet als Manager des Empire Grills. Er verbrachte sein gesamtes Leben in der Stadt. Miles ist von Janine geschieden, die regelmäßig das Fitness-Center von Walt Comeau besucht und dort trainiert. Sie hat eine kluge, freundliche und sehr einfühlsame Tochter im Teenageralter, Christina. Als ihre Mutter eine Beziehung mit Comeau eingeht und in das gemeinsam bewohnte Haus einzieht, nimmt ihr Christina dies übel. Sie freundet sich mit John Voss an, der dieselbe Schule besucht wie sie und emotional gestört ist, sodass er von vielen gemobbt wird.
Andere wichtige Personen in Miles’ Leben sind Max, sein schmuddeliger, nichtsnutziger Vater, der Almosen nicht ablehnt, wenn er sie angeboten bekommt; David, Miles Marihuana rauchender Bruder, der aber ein talentierter Koch im Empire Grills ist; Bea, die gutherzige Ex-Schwiegermutter von Miles, die eine Bar besitzt; Francine Whiting, die reichste Frau der Stadt und Besitzerin des Empire Grills; Cindy Whiting, die durch einen Autounfall dauerhaft behinderte Tochter dieser Frau, in die in Miles seit vielen Jahren einseitig verliebt ist; die attraktive Kellnerin Charlene; ein pensionierter Polizeichef; und ein stumpfsinniger, skrupelloser Polizist und ehemaliger Klassenkamerad von Miles. Er ist bei den meisten in der Stadt nicht sehr beliebt, meint aber dennoch eines Tages Polizeichef zu werden.
Im Laufe der Handlung erinnert sich Miles in Rückblenden immer wieder an seine Kindheit, die ihn bis heute nicht loslässt.

## Hintergrund
Der Film wurde an verschiedenen Orten in Maine gedreht. Nach der Erstausstrahlung in den USA am 28. Mai 2005 wurde er in Ungarn, in Finnland und in Argentinien auf DVD bzw. auf Video veröffentlicht. In Deutschland lief er am 2. Dezember 2006 in ausgewählte Kinos.

## Kritiken
Das Lexikon des internationalen Films schrieb: „Mit Schauspielstars gespickte Miniserie nach einem Bestseller-Roman, die einige Zeit braucht, um das vielköpfige Personenarsenal zu etablieren und zu entfalten, wobei etliche Rückblicke in die Vergangenheit des Protagonisten und zahlreiche Nebenhandlungen auch nicht dazu betragen, das recht gemächliche Tempo des überlangen Film zu steigern.“
Richard Roeper schrieb auf Ebert & Roeper, dass es besser gewesen wäre, die Handlung in mehrere Teile zu gliedern, da sie durch die Komprimierung an „reichem Gewebe“ verliere.
Die Zeitschrift TV Spielfilm 4/2008 schrieb, das „Gesellschaftsporträt“ entfalte „seinen Zauber erst allmählich“ und sei eine „super besetzte, vielschichtige Sozialstudie“.

## Auszeichnungen
Paul Newman gewann im Jahr 2005 als Bester Nebendarsteller einen Emmy. Zu den neun weiteren Emmy-Nominierungen gehörten jene für Fred Schepisi, für das Drehbuch, für Ed Harris, Philip Seymour Hoffman und Joanne Woodward. Der Film als Beste Mini-Serie oder TV-Film und Paul Newman als Bester Nebendarsteller – Serie, Mini-Serie oder TV-Film gewannen im Jahr 2006 jeweils einen Golden Globe Award. Ed Harris und Joanne Woodward waren ebenfalls für einen Golden Globe Award nominiert.
Ed Harris, Paul Newman und der Film als Herausragende Miniserie waren im Jahr 2005 jeweils für einen Satellite Award nominiert. Paul Newman gewann im Jahr 2006 einen Screen Actors Guild Award. Joanne Woodward, Robin Wright Penn und Ed Harris waren für den gleichen Preis nominiert.
Der Film gewann im Jahr 2005 den Preis Artios der Casting Society of America und 2006 den Excellence in Production Design Award der Art Directors Guild. Helen Hunt gewann 2006 den Gracie Allen Award. Fred Schepisi war 2006 für einen Directors Guild of America Award nominiert, der Film im gleichen Jahr für den Costume Designers Guild Award und für den Producers Guild Award.